# Jan Liberda
Jan Liberda, né le 26 novembre 1936 à Beuthen en Allemagne (aujourd'hui Bytom, ville polonaise) et mort le 6 février 2020 dans la même ville, est un footballeur international polonais. 
Il a effectué toute sa carrière au Polonia Bytom où il est encore aujourd'hui le meilleur buteur de l'histoire du club.

## Carrière

### De joueur

#### En club
À dix-sept ans, en 1954, Jan Liberda fait ses grands débuts avec le Polonia Bytom, club de sa ville natale, contre l'Ogniwo Cracovie. Pendant vingt ans, il participe à la réussite du Polonia, avec qui il termine à quatre reprises second du championnat de Pologne et premier en 1954 et 1962. Cette même année, il finit meilleur buteur du championnat, avec seize buts. Trois ans plus tôt, il s'était déjà illustré en dominant le classement des buteurs en compagnie d'Ernest Pohl, avec vingt-et-une réalisations. Sur la scène européenne, Liberda atteint la finale de l'International football cup en 1964, s'inclinant face au Slovnaft Bratislava, puis la remporte l'année suivante. En 1969, il met un terme à sa longue carrière, qui a fait de lui le huitième meilleur buteur de l'histoire du championnat polonais, et le premier au Polonia.

#### En sélection
Le 20 mai 1959 à Hambourg, Jan Liberda fait ses débuts avec l'équipe de Pologne contre l'Allemagne de l'Ouest. Jusqu'en 1967, il dispute trente-cinq matches internationaux et marque huit buts.

### D'entraîneur
Le 7 décembre 1982, Jan Liberda devient l'entraîneur du TuS Paderborn-Neuhaus, club allemand de seconde division. Après seulement deux matches, et deux défaites, il est limogé.

### Palmarès
- Vice-Champion de Pologne : 1952, 1958, 1959, 1961
- Meilleur buteur du Championnat de Pologne : 1959 (21 buts), 1962 (16 buts)
- Champion de Pologne : 1954, 1962
- Finaliste de la Coupe de Pologne : 1964
- Finaliste de l'International football cup : 1964
- Vainqueur de l'International football cup : 1965
- Vainqueur de la Coupe d'Amérique : 1965